# Gelanoglanis
Gelanoglanis — рід риб з підродини Centromochlinae родини Auchenipteridae ряду сомоподібних. Має 4 види.

## Опис
Загальна довжина представників цього роду коливається від 2 до 3,5 см. Голова невеличка. Очі маленькі. Навколо рота є 3 пари коротких вусиків. Тулуб витягнутий. Спинний плавець з гострим шипом. Грудні плавці широкі, короткі. Анальний плавець помірної довжини. Жировий плавець відсутній. Хвостовий плавець середнього розміру.

## Спосіб життя
Зустрічаються на піщано-кам'янистих ґрунтах, далеко від берегів на сильній або помірній течії. Активні у присмерку та вночі. Живляться зоопланктоном або дрібними водними безхребетними.

## Розповсюдження
Мешкають у басейні річок Амазонка, Оріноко, Ріо-Негро, Мета, Апуре.

## Види
- Gelanoglanis nanonocticolus
- Gelanoglanis pan
- Gelanoglanis stroudi
- Gelanoglanis travieso